# Vadim Gaïdoutchenko
Vadim Alexandrovitch Gaïdoutchenko (biélorusse : Вадзім Аляксандравіч Гайдучэнка, anglais : Vadim Gayduchenko), né le 24 avril 1995 à Babrouïsk, est un joueur de handball biélorusse. International biélorusse.

## Palmarès

### En club
- Deuxième du Championnat de Biélorussie (4) : 2014, 2015, 2016 et 2017
- Vainqueur du Championnat de Roumanie (1) : 2018
- Finaliste du Trophée des champions (France) (1) : 2018

### En équipe nationale
- 11e place au Championnat du monde 2017
- 10e place au Championnat d'Europe 2018
- 10e place au Championnat d'Europe 2020
- 17e place au Championnat du monde 2021